# サヴィニャーノ・イルピーノ
サヴィニャーノ・イルピーノ（伊: Savignano Irpino）は、イタリア共和国カンパニア州アヴェッリーノ県にある、人口約1,100人の基礎自治体（コムーネ）。

## 地理

### 位置・広がり

#### 隣接コムーネ
隣接するコムーネは以下の通り。括弧内のFGはフォッジャ県（プッリャ州）所属を示す。
- アリアーノ・イルピーノ
- グレーチ
- モンタグート
- モンテレオーネ・ディ・プーリア (FG)
- パンニ (FG)

## 行政

### 分離集落
サヴィニャーノ・イルピーノには、以下の分離集落（フラツィオーネ）がある。
- Savignano Scalo, Ciccotonno, Bosco, Cesine, Cavallari, Fiego, Ortichella , Ischia, Prato, Pescara, Difesa, Ferrara